# The Love of the West
The Love of the West est un film muet américain réalisé par Allan Dwan et sorti en 1911.

## Synopsis
Jack Whitcomb, qui a longtemps parcouru l'Ouest pour chercher fortune, reçoit une lettre de sa fiancée, lui disant de venir la rejoindre…

## Fiche technique
- Réalisation : Allan Dwan
- Date de sortie : 
  - États-Unis : 2 octobre 1911

## Distribution
- J. Warren Kerrigan : Jack Whitcomb
- Pauline Bush : Alice